# Tijesak za grožđe
Tijesak za grožđe, naprava u proizvodnji vina. Njime se tiješti grožđe i dobiva mošt.
Tijesak s vijkom je druga važna primjena vijka. Najjednostavniji tijesak za ulje ili vino sastojao se od poluge ili grede koja je izravno pritiskana. Ta je naprava najprije izmijenjena pomoću različitih mehanizama, poput konopca koji prelazi preko valjka, ili vijka, da bi se pojačao pritisak na kraj poluge. Tada dolazi na red tijesak s vijkom u pravom smislu, u kojem se ne pritiska neizravno na kraj grede, već izravno na vrh samog tijeska pomoću vijka ili para vijaka.
Za hrvatske krajeve nemamo izravnih pisanih podataka o vinogradarstvu, barem za područje provincije Dalmacije, ali se razvitak može pratiti na osnovi arheoloških ostataka. Pronađeni tijesci (preše, turnjače, torkulari) za grožđe ističu se u tome. Dr. Ivo Bojanovski rekonstruirao je 1963. – 1964. tijesak iz Mogorjela. Po vrstije starija vrsta, koju je opisao Katon u 2. st. pr. Kr. Ti su tijesci radili na načelu poluge pokretane mehaničkim putem. Vitlo (sucula) se uglavljivalo na kamenim stožerima stipites. Iznad vitla je bila duga drvena greda (prelum). Drveni klip (orbis olearius) bio je na kraju te grede. Okrećući se taj je klip okretanjem vitla pritiskao grožđe u pletenom košu. Pleteni koš bio je postavljen na kružnu kamenu ploču areju (area), sa žlijebom u obliku kružnice (canalis rotunda). Mošt koji se prikupilo grabilo ga se i ulijevalo u pitose, amfore i mlade kozje mješine te otpremao u posebne prostorije za vrenje (fermentaciju).